# Orthotrichum dagestanicum
Orthotrichum dagestanicum là một loài rêu trong họ Orthotrichaceae. Loài này được Fedosov & Ignatova mô tả khoa học đầu tiên năm 2010.